# Mołomołynci
Mołomołynci (ukr. Моломолинці) – wieś na Ukrainie, w obwodzie chmielnickim, w rejonie chmielnickim, w hromadzie Lisowi Hryniwci. W 2001 liczyła 460 mieszkańców, spośród których 446 wskazało jako ojczysty język ukraiński, 5 rosyjski, a 9 ormiański.

## Urodzeni
- Serhij Melnyk